# Saint-Luc-de-Bellechasse
Saint-Luc-de-Bellechasse es un municipio canadiense situado en la provincia de Quebec.

## Superficie
Saint-Luc-de-Bellechasse tiene una superficie de 161,99 km².

## Demografía
En 2021, tenía 449 habitantes, una densidad poblacional de 2,8 hab./km², y 325 viviendas.